# Деев, Александр Тимофеевич
Александр Тимофеевич Деев (1918—1992) — советский судостроитель, директор ряда судостроительных заводов. Герой Социалистического Труда (1966).

## Биография
Родился 27 ноября 1918 года в селе Болдырево, ныне Тверской области в крестьянской семье. По национальности русский.
В 1937 году окончил школу, после чего поступил в Дальневосточный политехнический институт (ДВПИ) имени В. В. Куйбышева во Владивостоке. В начале Великой Отечественной войны из-за дефицита квалифицированных кадров прервал учёбу и год работал слесарем на «Дальзаводе», в 1942 году продолжил учёбу и год спустя окончил вуз.
По окончании ДВПИ вновь направлен на «Дальзавод», где работал помощником строителя, строителем кораблей и судов, старшим строителем, сдаточным механиком, ответственным сдатчиком. М 1953 года — начальник планово-производственного отдела.
С апреля 1958 года — главный инженер владивостокского судостроительного завода № 602 (Владивосток, ныне АО «Дальневосточная верфь»), вскоре был назначен директором этого завода. В 1960 году вновь переведён на «Дальзавод» в качестве его директора.
В апреле 1964 года назначен директором Судостроительного завода № 199 в городе Комсомольск-на-Амуре (позднее — судостроительный завод имени Ленинского комсомола, ныне — Амурский судостроительный завод). Руководил перепрофилированием завода на строительство средних дизель-электрических подводных лодок проектов 690 и 940, а затем — атомных подводных лодок 667А, 667АУ и 667Б. Кроме того, предприятие строило плавучие доки различного назначения.
За выдающиеся заслуги в выполнении заданий семилетнего плана 1959—1965 годов и создание новой техники «закрытым» (без опубликования в печати) Указом Президиума Верховного Совета СССР от 25 июля 1966 года Александру Тимофеевичу Дееву было присвоено звание Героя Социалистического Труда с вручением ордена Ленина и золотой медали «Серп и Молот».
В 1960—1970-х годах А. Т. Деев, параллельно с руководством предприятиями, преподавал в Дальневосточном политехническом институте и в Комсомольском-на-Амуре политехническом институте, был председателем экзаменационной комиссии.
В 1977 Деева перевели в Москву, где он стал начальником управления в Министерстве судостроительной промышленности СССР. В последние годы жизни — на пенсии. Скончался 22 декабря 1992 года.
Был членом КПСС, делегатом XXIV и XXV съездов КПСС.

## Награды
- Герой Социалистического Труда (25.07.1966)
- три ордена Ленина (25.07.1966; 26.04.1971; 25.03.1974)
- орден Трудового Красного Знамени (28.04.1963)
- медали СССР, в том числе:
  - медаль «За трудовое отличие» (09.10.1952)
  - медаль «За доблестный труд в Великой Отечественной войне 1941—1945 гг.»
  - медаль «За отличие в охране государственной границы»

## Память
В 2019 году имя А. Т. Деева было присвоено одному из двух новых паромов линии Ванино — Холмск.